# 사축서
사축서(司畜署)는 왕실에서 쓰이는 가축을 키우던 조선의 관청이다. 고려의 전구서(典廐署)에서 유래하였다. 오늘날 농림축산식품부 중 축산의 업무를 일부 담당하였던 곳이다.